# Milovice (nádraží)
Milovice jsou železniční stanice v centrální části stejnojmenného města v okrese Nymburk. Leží v km 5,495 jednokolejné elektrizované (3 kV DC) regionální trati Lysá nad Labem – Milovice.

## Historie
Odbočná vlečka byla do vojenského prostoru v Milovicích dovedena 21. září 1921 společností ČSD z Lysé nad Labem, kudy od roku 1873 procházela původní trať Rakouské severozápadní dráhy (ÖNWB) spojující Vídeň a Berlín, s odbočnou tratí do stanice Praha-Těšnov. Osobní doprava byla do Milovic zavedena roku 1923.[zdroj?]
Za sovětské okupace v letech 1971-1991 jezdil přímý vlak č. 522/523 Moskva-Milovice, který byl v červnu 1991 zrušen z důvodu odsunu sovětské armády.[zdroj?]
Elektrizace trati do Milovic byla provedena během rekonstrukce trati v roce 2009.[zdroj?]

## Popis
Ve stanici jsou celkem tři dopravní koleje, nejlbíže k budově je kusá kolej č. 2, následují koleje č. 1 a č. 3. Koleje č. 2 a 1 mají trakční vedení, kolej č. 3 není elektrizovaná. Z koleje č. 3 odbočuje manipulační koleje, ale na všechny koleje je zákaz jízdy drážních vozidel (stav v roce 2021).
Cestujícím je k dispozici vnější nástupiště č. 1 u koleje č. 2. Nástupiště má délku 200 m (z toho 106 m je zastřešeno), nástupní hrana je ve výšce 550 mm nad temenem kolejnice. V stanici je ještě nástupiště č. 2 u koleje č. 1 o délce 137 m, ale je vyloučeno z provozu (stav minimálně od roku 2010).
Stanice je vybavena staničním zabezpečovacím zažízením SZZ-ETB, které je dálkově ovládáno z Lysé nad Labem. Traťové zabezpečovací zařízení funguje na principu protisměrných vlakových cest v SZZ-ETB.
Před stanicí se nachází cyklověž pro parkování jízdních kol.